# Emil Audero
Emil Audero Mulyadi (Mataram, 18 de enero de 1997) es un futbolista indonesio con nacionalidad italiana. Juega de guardameta y su equipo es la U. S. Cremonese de la Serie A de Italia.

## Trayectoria
Nacido en Mataram, de padre indonesio (Edy Mulyadi) y de madre italiana (Antonella), Audero se mudó con su familia a la ciudad natal de su madre, Cumiana, en las afueras de Turín, cuando solo tenía un año de edad. Emil se unió a la cantera de la Juventus en 2008, a la edad de 11 años, tras ser notado por Michelangelo Rampulla.
Con el equipo Primavera, llegó a la final del Torneo Primavera 2015-16 bajo la dirección técnica de Fabio Grosso, donde fueron derrotados por la Roma por marcador de 7-6 en tanda de penaltis, después de empatar en el tiempo reglamentario 1-1. Fue convocado por primera vez al primer equipo de la Juventus por el técnico Massimiliano Allegri el 30 de noviembre de 2014, pero se mantuvo en el banquillo de suplentes en la victoria por 2-1 sobre el Torino, fue llamado al banquillo cinco veces más a lo largo de la temporada 2014-15.
En la temporada siguiente, firmó su primer contrato profesional con el club una vez que cumplió 18 años, e incluso fue incluido en la lista de la UEFA del equipo; fue convocado al primer equipo en 18 ocasiones en total, pero una vez más no disputó ningún partido. Tras la salida de Rubinho en 2016, fue promovido a tercer portero del club por detrás de Gianluigi Buffon y Neto para la temporada 2016-17. Después de 61 convocatorias en la liga, hizo su debut profesional el 27 de mayo de 2017, a la edad de 20 años, en el último partido de la temporada, en la victoria por 2-1 frente a Bologna. En julio de 2017 fue cedido en préstamo al Venezia de la Serie B por una temporada.

## Selección nacional
Fue internacional con la selección de fútbol de Italia en las categorías sub-15, sub-16, sub-17, sub-18, sub-19, sub-20 y sub-21. En categoría absoluta decidió jugar para Indonesia y fue convocado por primera vez en marzo de 2025 para partidos de clasificación para el Mundial 2026. En uno de ellos, ante China el siguiente 5 de junio, hizo su debut dejando la portería a cero.

### Participaciones en Eurocopas
| Eurocopa                | Sede       | Resultado  |
| ----------------------- | ---------- | ---------- |
| Eurocopa Sub-17 de 2013 | Eslovaquia | Subcampeón |

## Clubes
| Club                     | País   | Año       |
| ------------------------ | ------ | --------- |
| Juventus F. C.           | Italia | 2014-2017 |
| Venezia F. C.            | Italia | 2017-2018 |
| U. C. Sampdoria          | Italia | 2018-2024 |
| Inter de Milán (cedido)  | Italia | 2023-2024 |
| Como 1907                | Italia | 2024-act. |
| Palermo F. C. (cedido)   | Italia | 2025      |
| U. S. Cremonese (cedido) | Italia | 2025-act. |

## Palmarés

### Campeonatos nacionales
| Título              | Club           | País   | Año     |
| ------------------- | -------------- | ------ | ------- |
| Supercopa de Italia | Juventus F. C. | Italia | 2015    |
| Serie A             | Juventus F. C. | Italia | 2015-16 |
| Copa Italia         | Juventus F. C. | Italia | 2015-16 |
| Copa Italia         | Juventus F. C. | Italia | 2016-17 |
| Serie A             | Juventus F. C. | Italia | 2016-17 |
| Supercopa de Italia | Inter de Milán | Italia | 2023    |
| Serie A             | Inter de Milán | Italia | 2023-24 |